# Alma (Vorname)
Alma ist ein überwiegend weiblicher Vorname.

## Herkunft und Bedeutung
Je nach Herleitung hat der Name Alma unterschiedliche Bedeutungen.
- Nach der Schlacht an der Alma verbreitete sich der Name Alma als Vorname. Vermutlich ist die Nutzung vom lateinischen almus „nährend“ beeinflusst.[1][2][3]
- Der hebräische Name עַלְמָה ʿalmâ bedeutet „junge Frau“.[4][5][3]
- Als germanische Kurzform leitet der Name sich von verschiedenen Namen mit dem Element amal „Arbeit“, „mutig“, „fleißig“, „gewissenhaft“[6] ab.[3][7]
- Der kasachische Name Алма Alma bedeutet „Apfel“.[8]
- Die Übereinstimmung mit der spanischen Vokabel alma „Seele“[3][9][10] ist vermutlich zufällig.[1][2]

Im Buch Mormon ist Alma ein männlicher Vorname unbekannter Bedeutung und wird von zwei Propheten getragen.

## Verbreitung
Im ausgehenden 19. Jahrhundert gehörte der Name Alma in den Vereinigten Staaten zu den beliebtesten Mädchennamen, erreichte jedoch nicht die Spitzenränge. Im Jahr 1928 verließ er die Top-100 der Vornamenscharts. Die Popularität sank kontinuierlich, bis er sich ab den 1960er Jahren um Rang 400 einpendelte. Ab den 1990er Jahren fiel die Beliebtheit erneut ab, bis sie im Jahr 2011 mit Rang 874 einen Tiefpunkt erreichte. Seitdem wird der Name wieder etwas häufiger vergeben. Im Jahr 2022 belegte er Rang 482 der Vornamenscharts. Bis in die 1920er Jahre wurde der Name zudem ausgesprochen selten als männlicher Vorname gewählt.
In Spanien zählt Alma seit 2010 zu den 100 meistgewählten Mädchennamen und nahm seitdem an Beliebtheit zu. Im Jahr 2021 belegte er Rang 11 der Hitliste. In Argentinien zählt Alma zu den beliebtesten Mädchennamen. Im Jahr 2021 belegte er Rang 3 der Hitliste. In Chile zählt der Name seit 2017 zu den 100 meistgewählten Mädchennamen. Zuletzt stand er auf Rang 60 (Stand 2021).
In Frankreich wurde der Name Alma zu Beginn des 20. Jahrhunderts gelegentlich vergeben. In den 2010er Jahren nahm er innerhalb weniger Jahre rasch an Beliebtheit zu. Zählte er im Jahr 2012 noch nicht zu den 500 meistgewählten Mädchennamen, erreichte er bereits 8 Jahre später mit Rang 81 die Top-100 der Vornamenscharts. Im Jahr 2022 belegte er Rang 16 der Hitliste.
In Israel ist der Name Alma in zwei verschiedenen Schreibweisen und damit zwei verschiedenen Bedeutungen beliebt. Im Jahr 2020 stand עַלְמָה ʿalmâ auf Rang 26 der Vornamenscharts und sank damit um zwei Plätze gegenüber der Vorjahresstatistk, während אלמה ʾalmâ auf Rang 55 stand und damit 4 Ränge gegenüber dem Vorjahr gewann.
In Bosnien und Herzegowina ist der Name Alma geläufig und hat sich um Rang 100 der Vornamenscharts etabliert.
In Dänemark stieg Alma im Jahr 2004 in die Top-40 der Vornamenscharts auf und nahm in den folgenden Jahren an Beliebtheit zu, bis er in den Jahren 2020 und 2021 an der Spitze der Vornamenscharts stand. Zuletzt fiel er leicht auf Rang 3 ab. Auch in Finnland gehört Alma zu den beliebtesten Mädchennamen und stand zuletzt auf Rang 28 der Hitliste (Stand 2022). In Norwegen erreichte der Name im Jahr 2008 mit Rang 70 erstmals die Top-100 der Vornamenscharts. Im Jahr 2022 belegte er zum zweiten Mal in Folge Rang 9 der Hitliste. Auch in Schweden hat sich der Name Alma unter den beliebtesten Mädchennamen etabliert. Im Jahr 2022 stand der Name zum zweiten Mal in Folge auf Rang 2 der Vornamenscharts.
In der Schweiz zählt Alma seit 2018 zu den 100 meistgewählten Mädchennamen. Zuletzt stand er auf Rang 62 (Stand 2021).
Bereits im ausgehenden 19. Jahrhundert zählte Alma in Deutschland zu den beliebtesten Mädchennamen. Als höchste Platzierung erreichte er im Jahr 1898 Rang 17 der Hitliste. Zu Beginn des 20. Jahrhunderts sank seine Popularität, bis er in den 1920er Jahren außer Mode geriet. Seit der Jahrtausendwende wird er wieder häufiger vergeben und trat im Jahr 2020 erneut in die Top-100 der Vornamenscharts ein. Im Jahr 2022 belegte er Rang 92 der Hitliste. Besonders beliebt ist der Name in den neuen Bundesländern und Berlin, insbesondere in Thüringen. In Berlin stand der Name Alma im Jahr 2022 auf Rang 20 der Hitliste.

## Namenstag
Der Namenstag ist der 23. Mai.

## Bekannte Namensträgerinnen
- Alma Adamkienė (1927–2023), Ehefrau des litauischen Präsidenten Valdas Adamkus
- Alma de l’Aigle (1889–1959), deutsche Pädagogin, Autorin und Rosenkennerin
- Alma del Banco (1862–1943), deutsche Malerin
- Annalena Charlotte Alma Baerbock (* 1980), deutsche Politikerin
- Alma Beltran (1919–2007), mexikanische Schauspielerin
- Alma Cogan (1932–1966), englische Sängerin
- Alma Deutscher (* 2005), britische Komponistin
- Alma Gluck (1884–1938), US-amerikanische Opernsängerin (Sopran)
- Alma von Goethe (1827–1844), Tochter August und Ottilie von Goethes und Enkelin Johann Wolfgang von Goethes
- Alma Guillermoprieto (* 1949), mexikanische Journalistin
- Alma Hadžibeganović (* 1972), österreichische Autorin
- Alma Hagenbucher (1922–2012), deutsche Geschäftsfrau
- Alma Karlin (1889–1950), österreichisch-jugoslawische Journalistin
- Alma Kettig (1915–1997), deutsche Politikerin (SPD), Widerstandskämpferin, Gewerkschafterin und Friedensaktivistin
- Alma Johanna Koenig (1887–1942), österreichische Lyrikerin und Erzählerin jüdischer Konfession
- Alma Leiberg (* 1980), deutsche Schauspielerin und Theaterdarstellerin
- Alma Macrorie (1904–1970), US-amerikanische Filmeditorin
- Alma Mahler-Werfel (1879–1964), österreichisch-US-amerikanische Künstlerin
- Alma-Sofia Miettinen (* 1996), finnische Sängerin
- Alma Monkauskaitė (1961–2018), litauische Ärztin und Politikerin
- Alma Motzko (1887–1968), österreichische Historikerin und Politikerin
- Alma Reville (1899–1982), britische Filmeditorin und Drehbuchautorin sowie Ehefrau von Alfred Hitchcock
- Alma Rogge (1894–1969), deutsche Schriftstellerin
- Alma Rosé (1906–1944), österreichische Musikerin
- Alma Routsong (1924–1996), US-amerikanische Autorin
- Alma Rubens (1897–1931), US-amerikanische Stummfilmschauspielerin
- Alma Seidler (1899–1977), österreichische Schauspielerin
- Alma Söderhjelm (1870–1949), finnische Historikerin und Schriftstellerin
- Alma von Stockhausen (1927–2020), deutsche Philosophieprofessorin
- Alma Taylor (1895–1974), britische Schauspielerin
- Alma Wartenberg (1871–1928), deutsche Politikerin (SPD) und Frauenrechtlerin
- Alma Zadić (* 1984), Bundesministerin für Justiz der Republik Österreich